# Ctenichneumon heteropus
Ctenichneumon heteropus är en stekelart som beskrevs av Heinrich 1961. Ctenichneumon heteropus ingår i släktet Ctenichneumon och familjen brokparasitsteklar. Inga underarter finns listade i Catalogue of Life.